# Короткохвильове радіоаматорство
Радіоаматор-короткохвильовик — це особа, яка зацікавлена радіотехнікою і займається нею без мети одержання матеріальної винагороди, і яка на підставі офіційного дозволу бере участь в роботі аматорської служби радіозв'язку, призначеної для самоосвіти, взаємних контактів і технічних досліджень.
Всі користувачі радіохвиль, поділяються в офіційних документах на різні служби ("services") – наприклад, служба морського радіозв'язку, служби рухомого, наземного та авіаційного радіозв'язку. Є ще радіомовна, радіонавігаційна, радіолокаційна, радіоастрономічна і т.п. служби.
Кожній із служб виділені свої діапазони радіочастот. У Міжнародному регламенті радіозв'язку фігурують окремо радіоаматорська і супутникова радіоаматорська служби, хоча їх відмінність полягає тільки в технічних деталях здійснення зв'язку. Фактично вони становлять єдине ціле.Серед радіоаматорів є різні люди – і школярі, і академіки, і селяни, і глави держав, і домогосподарки, і космонавти, і священики ...
Радіоаматори-короткохвильовики конструюють приймально-передавальну радіоапаратуру і антени, встановлюють між собою радіозв'язки. В процесі радіозв'язків  можуть проводити різні дослідження та експерименти, обмінюватися інформацією, що представляє взаємний інтерес. Багатьох з них захоплює колекціонування зв'язків з далекими і “екзотичними країнами”. Нерідко радіоаматори також змагаються між собою в операторській майстерності.
Стати радіоаматором може будь-яка людина, незалежно від віку, статі, освіти. Єдина вимога – успішно здати відповідний іспит і отримати офіційний дозвіл (ліцензію) від адміністрації зв'язку своєї країни (в Україні – це «Український державний центр радіочастот») на встановлення та експлуатацію аматорської приймально-передавальної радіостанції.
Ті, хто придбав достатню початкову підготовку, але ще не має індивідуальної ліцензії, можуть бути в навчальних цілях допущені до роботи на аматорських радіостанціях колективного користування під безпосереднім наглядом відповідальних осіб.